# ルドブレグ
ルドブレグ（クロアチア語: Ludbreg）はクロアチア、ヴァラジュディン郡の都市及び基礎自治体でヴァラジュディンとコプリヴニツァの間にありドラーヴァ川の近くに位置する。2001年の国勢調査による人口はルドブレグ市街が3,465人で、基礎自治体全体では8,668人であった。

## 歴史
ルドブレグは何世紀にもわたり巡礼の場所として著名である。1320年にカストルム・ルドブレグ(Castrum Ludbreg)として初めて言及されているが、その名はおそらく十字軍がこの地に居住地を成立させ、ロブリング(Lobring)と名付けたことから来ているとされる。町が有名になったのは1411年に城の教会で聖餐の奇跡（エウカリスチア）が起こってからで、1513年にローマ教皇レオ10世により認められている。

## その他
改装された、バッチャーニ城(Batthyány)は修復のワークショップとしてよく知られている。また、ルドブレグ周辺はブドウの栽培も行われワインの産地としても知られている。

## 地区
Apatija, Bolfan, Čukovec (Ludbreg), Globočec Ludbreški, Hrastovsko, Kućan Ludbreški, Ludbreg, Segovina, Selnik, Sigetec Ludbreški, Slokovec, Vinogradi Ludbreški 

## 出身者
- サラ・コラク - 陸上競技選手、リオデジャネイロオリンピック金メダリスト[3]